# 608 a.C.

## Eventos
- 43a olimpíada: Cleão de Epidauro, vencedor do estádio.[1]
- O governador da Celessíria e Fenícia se revolta contra Nabopalassar, rei da Babilônia. Após a captura de Carquemis, o rei envia contra os revoltosos seu filho Nabucodonosor II, que foi feito vice-rei.[2]